# ضريبة الكنيسة

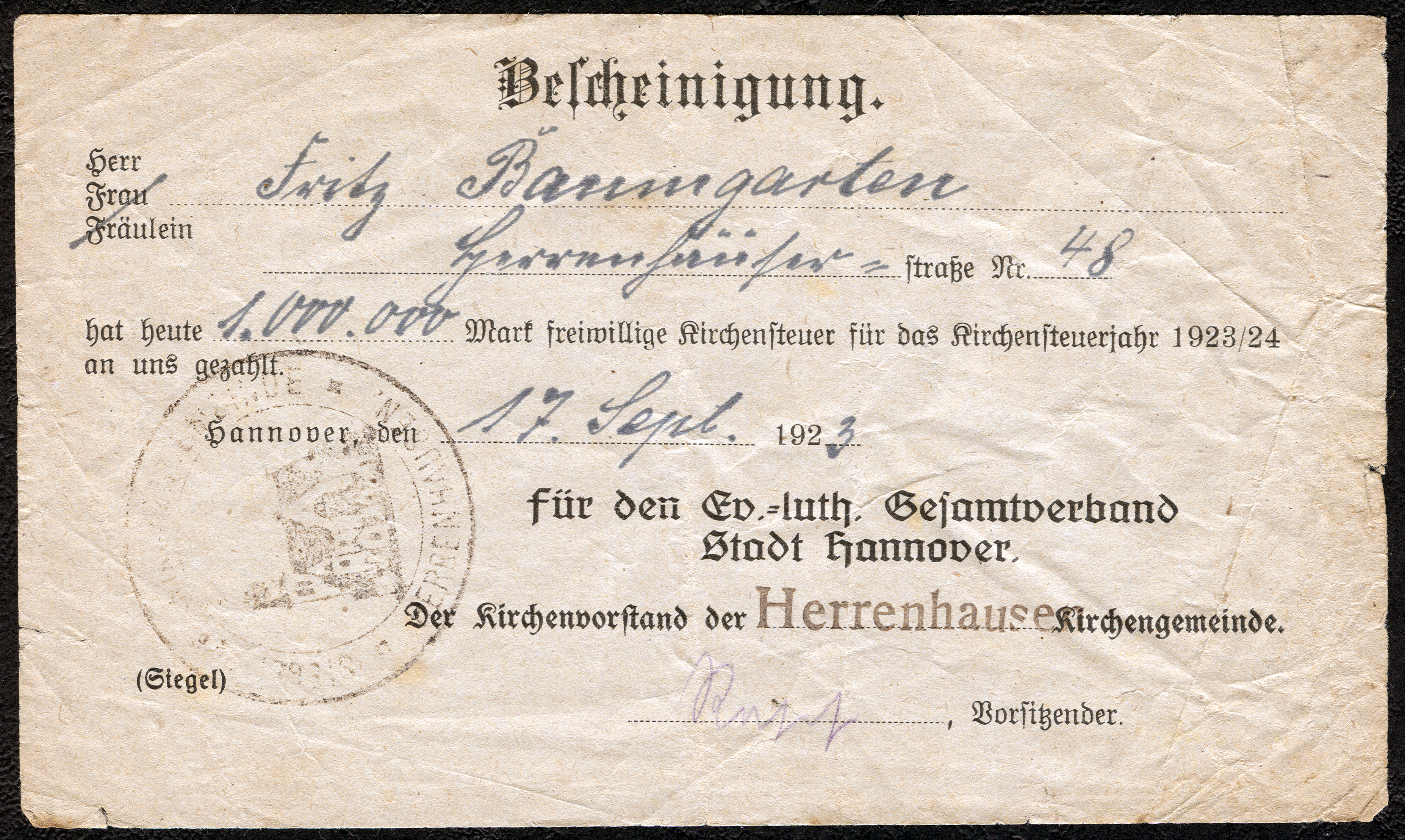
إيصال لضريبة الكنيسة مؤرخ من 17 سبتمبر 1923.

ضريبة الكنيسة هي ضريبة تفرض على أعضاء بعض الطوائف الدينية في كل من النمسا، والدنمارك، وفنلندا، وألمانيا، وآيسلندا، وإيطاليا، والسويد، وبعض أجزاء من سويسرا وعدة بلدان أخرى.
تقوم مصلحة الضرائب في ألمانيا بجباية ضريبة الكنيسة من ضريبة الدخل، وتتراوح قيمتها ما بين ثمانية إلى تسعة في المائة بناء على الولاية ووفقًا لنوع الكنيسة أو الطائفة الدينية التي ينتمي إليها المواطن، وتقوم الكنائس بدفع مصاريف إدارية مقابل هذه الخدمة. حوالي 70% من إيرادات الكنيسة في ألمانيا تأتي من ضريبة الكنيسة. والتي وصلت حوالي 9.2 مليار يورو في عام 2010.
في دول الشمال أي في كل من آيسلندا والدنمارك والسويد وفنلندا والنرويج تقوم الدول التالية بجباية الضرائب من أتباع الكنائس الوطنية التالية كنيسة آيسلند اللوثرية، وكنيسة الدنمارك، وكنيسة السويد، والكنيسة الإنجيلية اللوثرية الفنلندية، والكنيسة الأرثوذكسية الفنلندية، وكنيسة النرويج. ويترواج متوسط ضريبة الكنيسة في هذه الدول بين 1%-1.4%.
في بعض الكانتونات السويسرية تمول الكنيسة الكاثوليكية والكنيسة الكاثوليكية القديمة والبروتستانتية عن طريق فرض الضرائب الرسمية للمنتسبين لها. تقوم كل مجموعة دينية معترف بها في النمسا بجمع ضريبة الكنيسة بمعدل 1.1%، على الرغم من أنه في الوقت الحالي تقوم فقط الكنيسة الكاثوليكية بالاستفادة من هذا القانون. حيث أن ضريبة الكنيسة إلزامية للكاثوليك فقط في النمسا. يعود تاريخ هذه الضريبة إلى ما قبل وصول أدولف هتلر للسلطة في عام 1939. بعد الحرب العالمية الثانية، استمر تحصيل هذا النوع من الضرائب من أجل الحفاظ على استقلالية الكنيسة عن القوى السياسية.